# Ferrovia Gozzano-Alzo
La ferrovia Gozzano-Alzo era una linea ferroviaria italiana a scartamento ordinario.
Attiva a pieno regime fra il 1886 e il 1924, poi ancora parzialmente fino al 2009, si estendeva sulla sponda sud-occidentale del Lago d'Orta, in Piemonte

## Storia

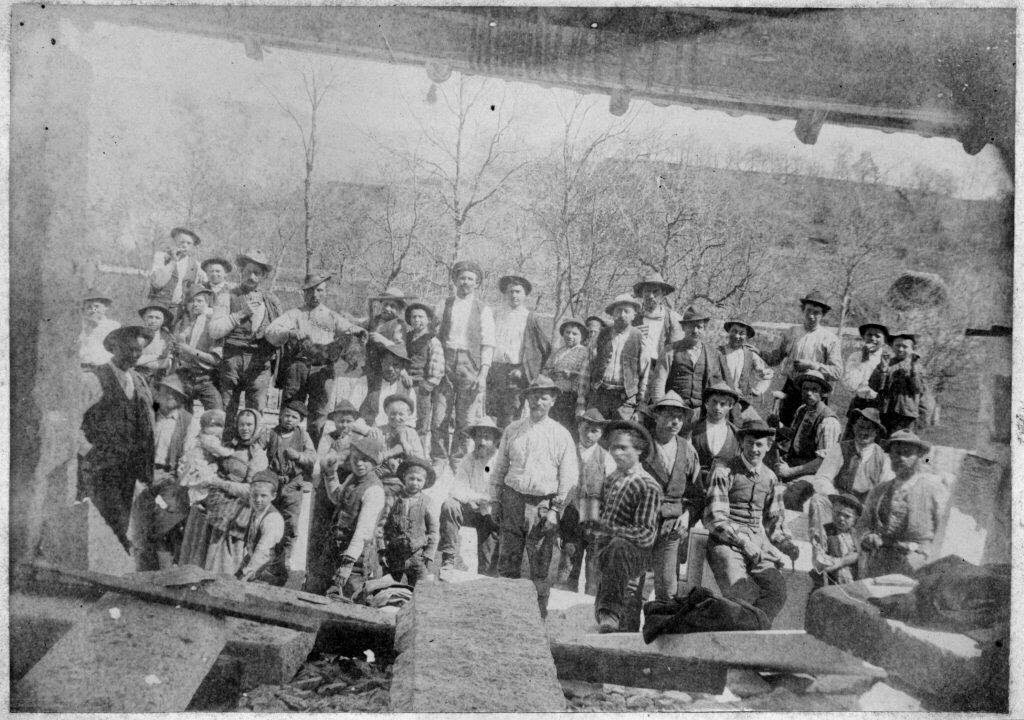
Operai impegnati nella costruzione della ferrovia

La società per l'esercizio delle cave di Alzo, fondata il 22 settembre 1858 e della quale erano azionisti il parroco don Giulio Ratti di Milano, Cesare Scardini di Pavia, Defendente Vannini (o Vanini) di Milano e Charles Galland di Gozzano, si trovò presto nella necessità di sviluppare un sistema efficace per trasportare i blocchi di granito estratti presso le proprie concessioni escavatorie nel comune di Pella.
Tenuto conto dell'allora scarso sviluppo della rete stradale locale, si ritenne vantaggiosa la costruzione di una breve tratta ferroviaria (7,6 km in tutto) che collegasse Alzo con la vicina Gozzano, ove ci si sarebbe potuti allacciare con la Novara-Gozzano, all'epoca esercita dalla Rete Mediterranea.
Fin da subito si decise anche che la linea in oggetto, oltre che al trasporto merci, sarebbe stata anche adibita al servizio passeggeri, con particolare riguardo per gli operai delle summenzionate cave lapidee.
Il progetto fu affidato agli ingegneri Villier, Sanchey e Nobili De Toma, che inizialmente pensarono di costruire una tranvia a cavalli: tenendo conto del fatto che tali bestie non erano in grado di sostenere grossi sforzi, studiarono un tracciato che risultasse il più possibile pianeggiante. La linea venne quindi disegnata lungo la Baraggia, in rilevato.
Il progetto venne consegnato alle autorità il 2 marzo 1859 e infine approvato con Regio Decreto n. 719 del 9 aprile del 1882; la concessione venne accordata all'impresa Razzetti, capeggiata dall'avvocato Luigi Razzetti di Parma, che appaltò la costruzione dell'infrastruttura all'impresa Zanotti & C.

### Inaugurazione

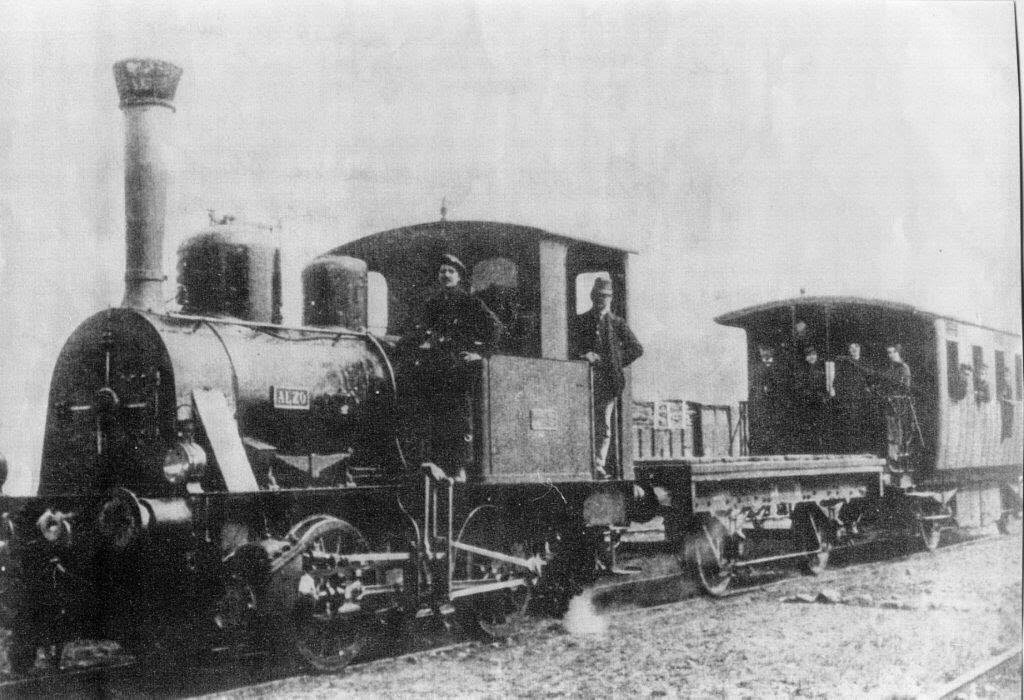
La locomotiva Alzo alla trazione di un treno misto

I lavori durarono circa quattro anni e la linea venne attivata il 17 giugno 1886.
I costruttori auspicavano di arrivare a trasportare mediamente circa 200 persone al giorno, ma ben presto tale obiettivo si rivelò irreale: gli scalpellini che lavoravano nelle cave, che pure erano ritenuti la componente determinante dell'utenza, scelsero solo in minima parte di servirsi del treno, sia perché gli orari delle corse erano incompatibili con quelli di inizio/fine dei turni di lavoro, sia per il fatto che essi vivevano perlopiù in zone limitrofe e pertanto trovavano semplice ed economico muoversi a piedi.

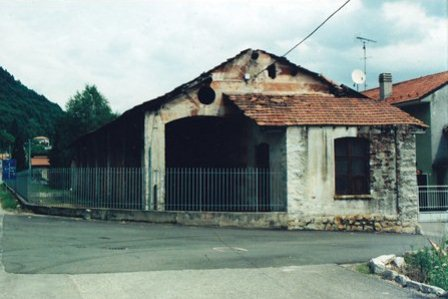
Quanto rimaneva della stazione di Alzo nel 2000

Già il 6 maggio 1906, presso il salone della famiglia di Alzo, fu indetta un'assemblea pubblica per discutere il futuro della linea, in quanto la concessione ventennale per il trasporto pubblico sarebbe scaduta il 15 giugno seguente e il governo italiano non intendeva concedere ulteriori indennità, stante la scarsità dell'utenza. Gli sforzi furono però improduttivi, sicché sull'edizione dell'11 agosto della rivista locale L'Amico l'avvocato Razzetti preannunciò la sospensione del servizio a partire dal 15 agosto.
Giunta tale data il servizio ferroviario fu quindi sospeso e sostituito un autoservizio gestito da un albergo della zona.
L'esercizio della ferrovia riprese nel 1909, previo acquisto di una locomotiva a vapore, di un carro senza sponde e di una carrozza passeggeri.
Il convoglio così allestito prestò quindi servizio "spola" regolare, sia per passeggeri, sia per merci, fino al 1914, allorché a fronte della necessità di cambiare le rotaie (ormai troppo usurate) la società esercente si trovò a corto di fondi. Tre anni dopo, nel 1917, venne quindi costituita a Milano presso il Banco di San Giorgio la Società Ferroviaria Cusiana per trasporti e costruzioni, avente l'obiettivo di creare una rete di servizi di mobilità che collegassero un'ampia zona dal lago Maggiore alla Valsesia passando per il Cusio. La società però intendeva realizzare tale progetto mediante autobus, ma la presenza della ferrovia avrebbe reso impossibile il rilascio di una concessione governativa per un servizio di corriere: si decise pertanto di sopprimere definitivamente la linea, probabilmente pensando di coprire le spese per l'acquisto degli automezzi con i soldi ricavati dalla vendita di fabbricati, terreni, binari e rotabili.
Allorché la notizia divenne di dominio pubblico, il 13 giugno 1918 un'assemblea dei sindaci della sponda occidentale del lago d'Orta si dichiarò all'unanimità contraria al progetto di sostituzione, giudicando impossibile surrogare validamente il mezzo ferroviario con le autocorse. La mozione venne portata al Consiglio provinciale di Novara e approvata.

### Chiusura

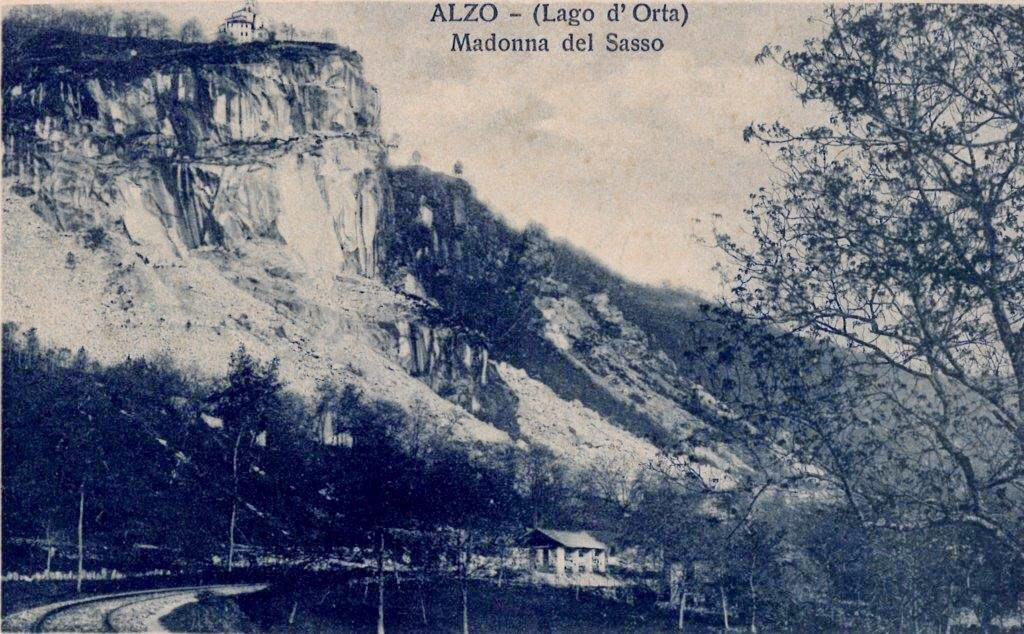
La ferrovia sotto le cave di Alzo

La perdita d'importanza delle cave di Pella, sempre meno produttive, aggravò l'indebitamento della Cusiana, compromettendo ulteriormente l'efficienza del servizio ferroviario, che venne vieppiù limitato, mentre le infrastrutture si degradavano. I sindaci dei paesi adiacenti decisero quindi di stanziare un contributo per garantire la sopravvivenza della ferrovia, mentre un gruppo di industriali locali presentò formale richiesta per rilevare la tratta.
La concessionaria era tuttavia intenzionata a tentare nuovamente la sostituzione della ferrovia con un'autolinea, sicché cominciò a prendere accordi per la vendita del materiale rotabile e dei binari; gli abitanti dei comuni coinvolti inviarono pertanto una petizione al Ministero dell'interno, che tramite la Prefettura di Novara bloccò immediatamente ogni trattativa di cessione.
Nonostante tale atto d'imperio, accompagnato all'interessamento di alcuni personaggi di spicco del panorama politico novarese dell'epoca (quali l'ingegner Pestalozza e il deputato Curioni), il 15 giugno 1922 la Società Ferroviaria Cusiana decise di sopprimere il servizio, dando ordine immediato di smantellare i binari, vendere i materiali e alienare gli immobili.
Gli abitanti del posto si opposero e si diedero ad atti di protesta finalizzati a impedire i lavori di disarmo; l'episodio più eclatante, a fine luglio del 1922, fu la formazione di un lungo corteo di persone che percorse a piedi i binari da Alzo fino alla stazione di Gozzano "centrale": qui i manifestanti si sedettero sui binari e bloccarono per diverse ore il traffico sulla ferrovia Domodossola-Novara.
Un comitato acquirente tentò allora di offrire 550.000 lire per l'acquisto della ferrovia, ma la Società Cusiana declinò la proposta, fissando una tariffa minima di 600.000 lire. Il comitato si adoperò per reperire i fondi mancanti, ma nel mentre gli accordi per la vendita a privati furono perfezionati e conclusi: nel 1924 la linea venne chiusa e disarmata.

### Parziale ripristino e definitiva cessazione

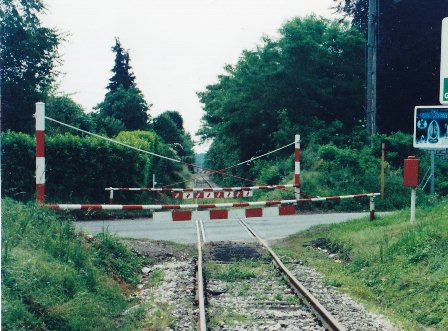
Passaggio a livello con sbarre manuali lungo il raccordo Bemberg

Dopo circa un paio d'anni, la parte iniziale della linea in quel di Gozzano venne riarmata e trasformata in raccordo ferroviario per solo servizio merci.

Mappa del nodo ferroviario di Gozzano

Prima artefice dell'operazione fu la Bemberg, che ritenne la ferrovia la soluzione più pratica e versatile per ricevere le materie prime e spedire i filati da e per il proprio locale stabilimento. Nel 1926 furono avviati i lavori per risanare il raccordo in uscita dalla stazione di Gozzano, che venne allacciato al nuovo sedime. All'interno della fabbrica furono posati due binari tronchi, che poi si riunivano e sboccavano incrociando via Beltrami, protetta da un passaggio a livello con sbarre girevoli ad azionamento manuale che bloccavano il traffico veicolare; quindi la ferrovia proseguiva rettilinea a lato di via Sandro Pertini, per poi affrontare una stretta curva verso sinistra e scendere in una leggera trincea. In totale vennero posati 450 metri di nuove rotaie, mentre per i restanti 650 metri vennero recuperate le rotaie preesistenti.
A poco più di 100 metri dalla cessata stazione di Gozzano fermata il binario affiancava la linea Novara-Domodossola e proseguiva ad essa appaiato, fino a terminare in un piccolo scalo merci con raddoppio del binario: qui i carri venivano sganciati dal materiale motore della ditta (un automotore Badoni tipo VI) e messi al traino delle D.345 di proprietà delle Ferrovie dello Stato. I convogli proseguivano quindi fino a Borgomanero, per poi deviare verso Romagnano Sesia e infine giungere a Novara tramite un'apposita traccia straordinaria (NCLS). Tali servizi vennero sempre espletati da mezzi diesel, anche dopo l'avvenuta elettrificazione della Novara-Domodossola..
In un secondo momento presso via Insorte il binario venne ulteriormente raccordato con un tronchino diretto al deposito di carburanti a grande capacità (tra i maggiori del Nord Italia, conosciuto a livello locale come "petroliera") costruito dall'Esercito Italiano in località Monterosso.
Il servizio rimase regolare fino ai primi anni 1990, con cadenza quasi giornaliera: una prima riduzione delle corse avvenne nel 1991, allorché la "petroliera" venne dismessa.
Negli anni 2000 la Bemberg decise di interrompere l'utilizzo dei carri chiusi per il trasporto del prodotto finito, per i quali si scelse di usare solo il trasporto su strada. Negli ultimi anni d'esercizio i treni (ancor più ridotti) trasportarono solo le cisterne contenenti i solventi necessari alla produzione del cupro.
Nel 2009 la cessazione d'attività della Bemberg determinò la definitiva dismissione dell'infrastruttura.
Il 3 dicembre 2011 la linea ferroviaria RFI presso Gozzano venne rettificata e deviata a est del centro abitato: la vecchia stazione comunale fu quindi dismessa e sostituita da un nuovo impianto; in tal modo anche le ultime vestigia della Gozzano-Alzo cessarono di esistere.

## Caratteristiche

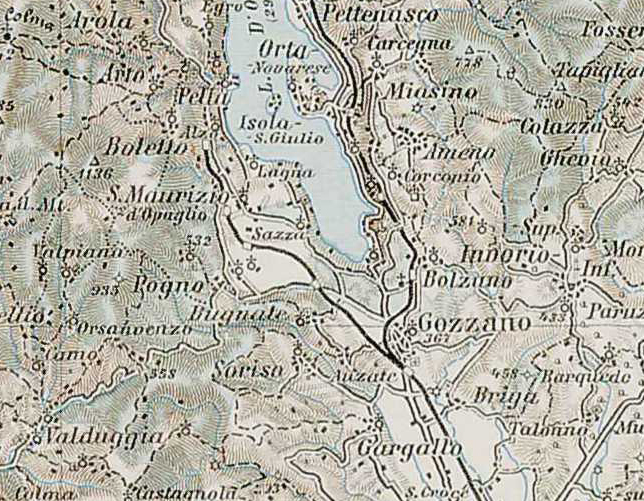
Mappa del tracciato ferroviario presso Gozzano risalente al 1915 con i tracciati delle due linee ferroviarie che si dividono presso la stazione

La ferrovia era lunga 7,600 km, non elettrificata, a scartamento ordinario e si sviluppava interamente nel territorio della provincia di Novara.
Negli anni immediatamente seguenti all'apertura la trazione dei convogli avveniva mediante forza animale: questo rendeva la durata dell'intero viaggio pari a 32 minuti, con una velocità media di 15 km/h.

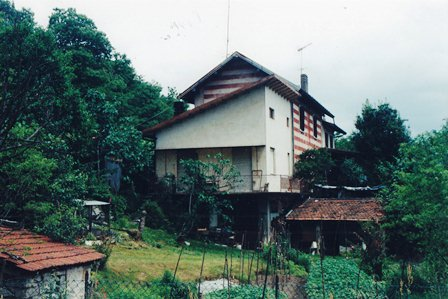
Fabbricato viaggiatori di San Maurizio d'Opaglio

Nonostante la sostituzione di tale mezzo con il vapore poco o nulla migliorò. Non di rado, a causa della mancanza di potenza del locomotore per il dislivello esistente nei pressi della località Pianelli del comune di San Maurizio, spesso perché si era in ritardo sull'orario e non si voleva mancare la coincidenza a Gozzano con il Novara-Domodossola, i vagoni carichi di massi di granito venivano sganciati ed abbandonati sui binari per essere poi ripresi successivamente. Altre volte, per mancanza del carbone, a causa della disastrosa situazione finanziaria della Società, i viaggiatori erano invitati a scendere e ad aiutare a raccogliere le canne di granoturco nei campi adiacenti alla ferrovia per far ripartire il convoglio.
L'aspetto esteriore delle stazioni della ferrovia Gozzano-Alzo era caratterizzato dall'intonaco a strisce bianco-rosso, ancora osservabile sull'edificio della stazione di San Maurizio d'Opaglio. L'arrivo del treno, i cui orari non erano mai precisi, veniva preannunciato con un il suono di alcune campanelle che avvisavano i probabili viaggiatori di appressarsi alla stazione, nonché, per chi ne aveva necessità, di andare a spedire o ritirare pacchi o merci varie presso gli uffici del fabbricato viaggiatori. Ciò era dovuto al fatto che i paesi attraversati dalla ferrovia erano caratterizzati da un numero elevato di emigranti, aumentato nel periodo della prima Grande Guerra, quando ogni famiglia annoverava qualche congiunto al fronte o prigioniero.

### Percorso
| Unknown route-map component "exKBHFa" |

| Unknown route-map component "exWBRÜCKE1" |

| Unknown route-map component "exBHF" |

| Unknown route-map component "exBHF" |

| Unknown route-map component "exBHF" |

|  | Unknown route-map component "exABZg+l" | Unknown route-map component "exKDSTeq" |

|  | Unknown route-map component "exABZg+l" | Unknown route-map component "exKDSTeq" |

| Unknown route-map component "exHST" |

|  | Unknown route-map component "exABZg+l" | Unknown route-map component "exCONTfq" |

| Unknown route-map component "exBHF" |

| Unknown route-map component "exCONTgq" | Unknown route-map component "exSTRr" |  |

Al 2015 la sede ferroviaria, pur se lasciata priva di manutenzione e quindi coperta di vegetazione spontanea, è rintracciabile e ancora armata per lunghi tratti, soprattutto nella sua sezione meridionale.
Dacché nel 2011 la vecchia stazione di Gozzano è stata tagliata fuori dalla linea Novara-Domodossola, nessun edificio di servizio della Gozzano-Alzo ha più funzione ferroviaria:
- la stazione di Gozzano Fermata è stata convertita in abitazione privata;
- la stazione di Cremosina è stata demolita;
- la stazione di Pogno-Berzonno è stata convertita in abitazione privata;
- la stazione di San Maurizio d'Opaglio è stata convertita in abitazione privata;
- la stazione di Alzo è stata demolita.

## Traffico
I treni erano per lo più misti, cioè formati da una carrozza passeggeri e un carro a due assi per il trasporto merci. Oltre al granito delle cave, principale fonte di traffici, si trasportavano anche le materie prime e lavorati della Cartiera Sonzogno di Pella, i legnami e le merci paesane.
Era presente, in base alle convenzioni con lo Stato, anche il trasporto passeggeri che però costituiva solo una parte minoritaria degli utili della Società.